# El Hammamet
El Hammamet è un comune dell'Algeria, situato nella provincia di Algeri.